# Joey Shaw (cestista)
Joe Dean Shaw, detto Joey (Maricopa, 11 giugno 1987), è un ex cestista statunitense naturalizzato austriaco.

## Palmarès
- Campionato austriaco: 1

Oberwart: 2010-11
- Coppa d'Austria: 1

Kapfenberg: 2014
- Supercoppa d'Austria: 1

Kapfenberg: 2014